# Instituto Biológico
O Instituto Biológico (IB)/APTA é um centro de pesquisa vinculado à Secretaria de Agricultura e Abastecimento do Estado de São Paulo, voltado à produção, difusão e transferência de tecnologias e conhecimento científico nas áreas de agronegócio, biossegurança e atividades correlatas. Localiza-se no distrito de Vila Mariana, na cidade de São Paulo, nos arredores do Parque do Ibirapuera. O instituto foi criado em 1927 e, atualmente, é um dos principais centros de formação de cientistas do estado, com forte atuação na área de pós-graduação.
Referência nacional na área de pesquisa agrícola, o local administra um vasto conjunto de laboratórios espalhados pelo estado de São Paulo. Apenas em sua sede, na capital paulista, o IB abriga os Centros de Pesquisa e Desenvolvimento de Sanidade Animal, Vegetal e Proteção Ambiental, além do Museu do Instituto Biológico, do Centro de Memória e de uma biblioteca que conta com mais de 100 mil volumes em seu acervo.
Já no interior, mantém o Centro Avançado de Tecnologia do Agronegócio Avícola, no município de Descalvado, a Unidade de Pesquisa e Desenvolvimento, em Bastos, e o Centro Experimental Central, em Campinas.
O Instituto também é responsável por uma série de publicações e boletins científicos e mantém sob sua guarda um importante acervo de helmintologia, bacteriologia, micoteca, herbário, entomologia e de microorganismos entomopatogênicos.

## História

### Das origens 1924 a 1970

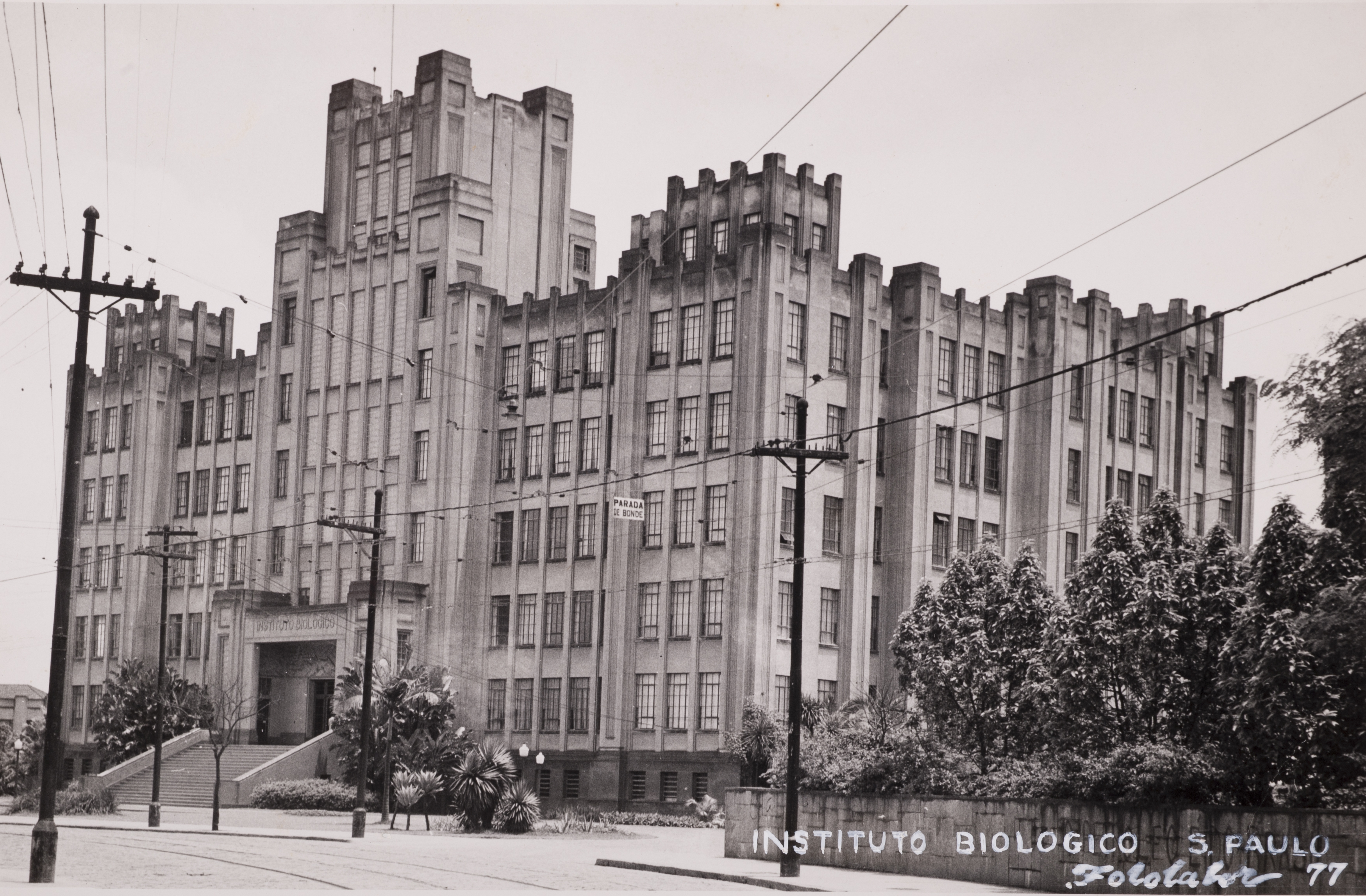
Edifício do instituto, em foto de Werner Haberkorn, no século XX.

O surgimento do Instituto Biológico remete a primeira metade do século XX quando, em maio de 1924, uma forte praga assolou os cafezais paulistas. A essa altura, o antigo desejo de criar um órgão responsável por zelar por uma das maiores riquezas do estado, o café, finalmente se consumou. Tendo em vista os fortes prejuízos que a praga representava e a forte pressão dos barões do café, não demorou muito para que a Secretaria da Agricultura criasse uma comissão dedicada ao estudo e combate do parasita – conhecido popularmente como broca (Hypothenemus hampei).
Foi assim que, dispondo de dois laboratórios e liderados pelo médico baiano Arthur Neiva, Ângelo da Costa Lima e Edmundo Navarro configuraram a "Commissão de Estudo e Debellação da Praga Cafeeira", que tinha como objetivo principal o combate da praga. Após algum tempo de pesquisa, o grupo iniciou uma extensa campanha de divulgação, fiscalização e controle que atingiu mais de 1300 fazendas (o equivalente a cerca de 50 milhões de pés de café).

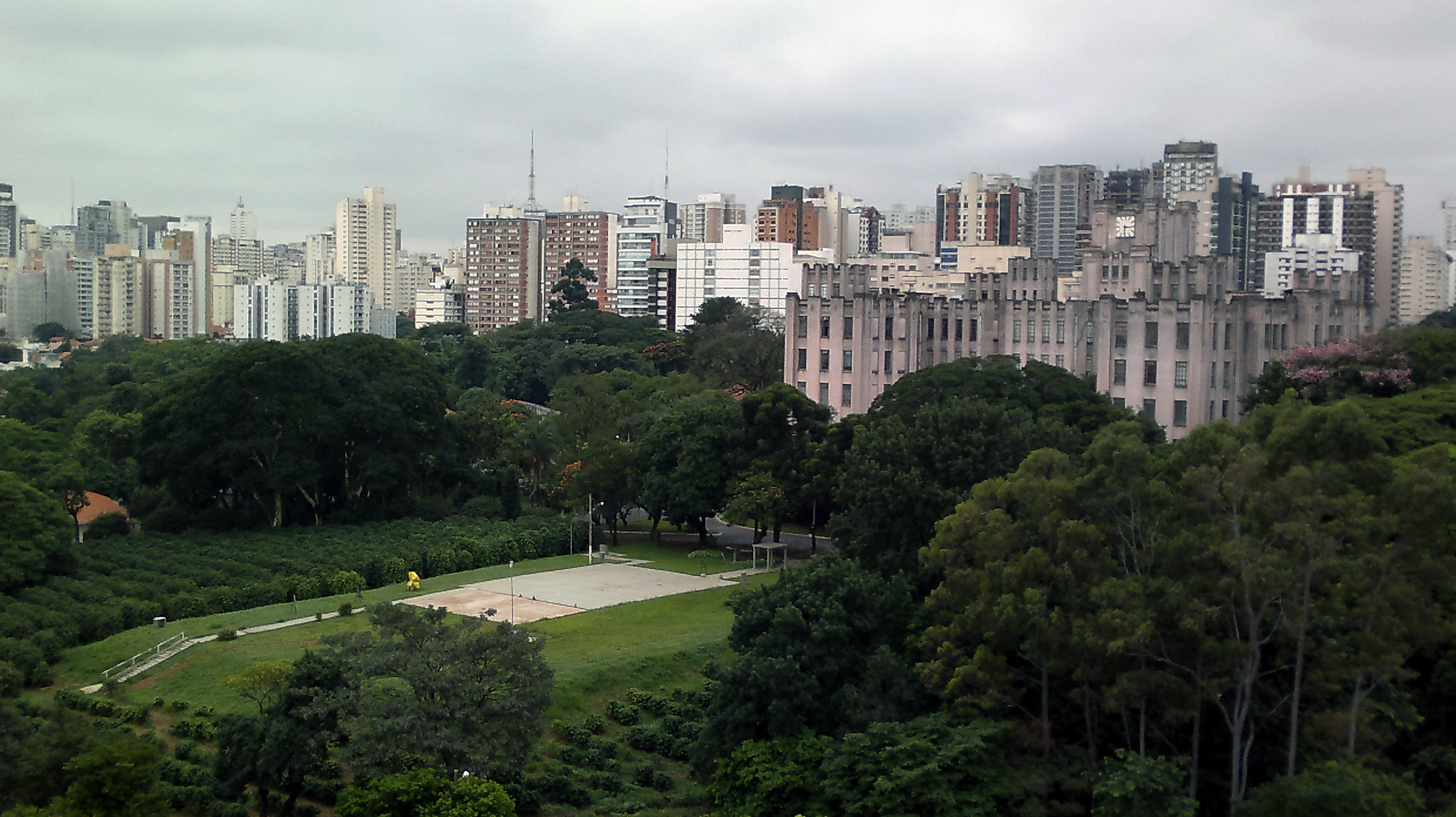
Instituto Biológico de São Paulo, na Vila Mariana

Além da distribuição de cartilhas informativas (como “História de um bichinho malvado”, ilustrada pelo zoólogo Rodolfo von Ihering, que teve tiragem de 50 mil exemplares), a comissão participou da produção de um filme que explicava com clareza os perigos e formas de combate ao inseto – incluindo detalhes sobre seu ciclo evolutivo. Com a com a contribuição do fotógrafo italiano Alberto Federman, o filme foi exibido oficialmente em todo o estado – e lotou as salas de apresentação com patrões e empregados das fazendas, interessados em aprender as novas técnicas de combate à praga.
Com o sucesso da campanha e do rico relatório elaborado pela comissão, o grupo chamou a atenção das autoridades para a necessidade da criação de um órgão de pesquisa que fosse, permanentemente, responsável por zelar pela agricultura da cidade. Seu sucesso foi tamanho, que levou o cientista K. Escherich a declarar: "Não conheço outro exemplo de, em tão curto prazo, se haver realizado tanto trabalho científico e prático".
Pouco tempo depois, em dezembro 1926, um documento que previa a fundação de um Instituto de Biologia e Defesa Agrícola foi enviado à Câmara dos Deputados, porém o projeto só foi de fato transformado em lei um ano depois, em dezembro de 1927, durante o governo de Júlio Prestes. A esta altura, já havia uma proposta de ampliação no âmbito de atuação do órgão, que passaria a abranger pesquisas e medidas de defesa na área animal também.
Assim, em 26 de dezembro de1927, o Instituto Biológico de Defesa Animal (que, posteriormente viria a se chamar Instituo Biológico) foi finalmente criado, sob amparo da Lei nº 2.243.
Durante a década de 30, sob a direção e a liderança de Henrique da Rocha Lima que o Instituto Biológico se torna um centro reputado e conhecido internacionalmente. O Instituto Biológico ao ser incorporado com o Instituto Biológico de Defesa Animal, delegou a responsabilidade de organizar cursos de especialização para agrônomos e veterinários, e também colaborar com a recém-fundada Universidade de São Paulo.
Uma nova reforma na Secretaria de Agricultura em 1942 fez com que uma nova estrutura fosse encorporada ao Instituto, o "Departamento de Defesa Sanitária da Agricultura" contava com uma Divisão de Biologia, para pesquisas de ciências básicas e que direcionava os estudos dos agrônomos e veterinários ao combate de doenças. Além dessa divisão, também foram criadas as de Defesa Sanitária Vegetal e Defesa Sanitária Animal.
Na Década de 1960, O Instituto Biológico recebe uma nova reforma na estrutura da Secretaria da Agricultura, é criado a Coordenadoria da Pesquisa Agropecuária e a Coordenadoria da Assistência Técnica Integral (CATI), o qual tem a responsabilidade de integrar pesquisa e assistência técnica. A partir dos anos 70, com a reorganização administrativa, as divisões do IB passaram de seis para oito e as seções de 33 para 40. Foram criadas as Divisões Administrativas e a de Técnicas Complementares (que uniu as seções de Bioestatística, Microscopia Eletrônica, Biblioteca e Fotomicrografia). Entre as novas áreas estavam a Seção de Controle Biológico das Pragas na Estação Experimental de Campinas e a Seção de Resíduos, sendo assim o primeiro laboratório de análise de resíduo da América do Sul.

### Diretores Gerais do Instituto Biológico
- Arthur Neiva (1927-1933)
- Henrique da Rocha Lima (1933-1949)
- Agesilau Antonio Bitancourt (1949-1953)
- Hélio Sarmenha Lepage (1953-1954)
- Paulo da Cunha Nobrega (1954-1967)
- Eduardo Figueredo Jr. (1967-1969)
- Oswaldo Giannotti (1969-1971) e (1974-1975)
- Paulo da Cunha Nobrega (1971-1974)
- Benedicto Pedro Bastos Cruz (1975-1979)
- Nelson dos Santos Fernandes (1979-1981)
- Vicente do Amaral (1981-1983)
- João Adelino Martinez (1983-1984)
- Luiz Pustiglione Netto (1984-1991)
- Ivanete Kotait (1991-1995)
- Zuleide Alves Ramiro (1995-1999)
- Vera Cecilia Annes Ferreira (1999-2002)
- Sylvio Marci Santos (2002-2004)
- Antonio Batista Filho (2004 - 2019)
- Ana Eugênia de Carvalho Campos (2019 -  ([4]

## O conjunto arquitetônico

### Antecedentes
Doado pelo Governo do Estado de São Paulo durante a década de 1930, a enorme área designada a abrigar o Instituto (que atualmente se restringe apenas a região da Vila Mariana) possuía cerca de 239.000 m² e atravessava a atual Av. 23 de Maio e chegava até o local que hoje abriga o Parque Ibirapuera.

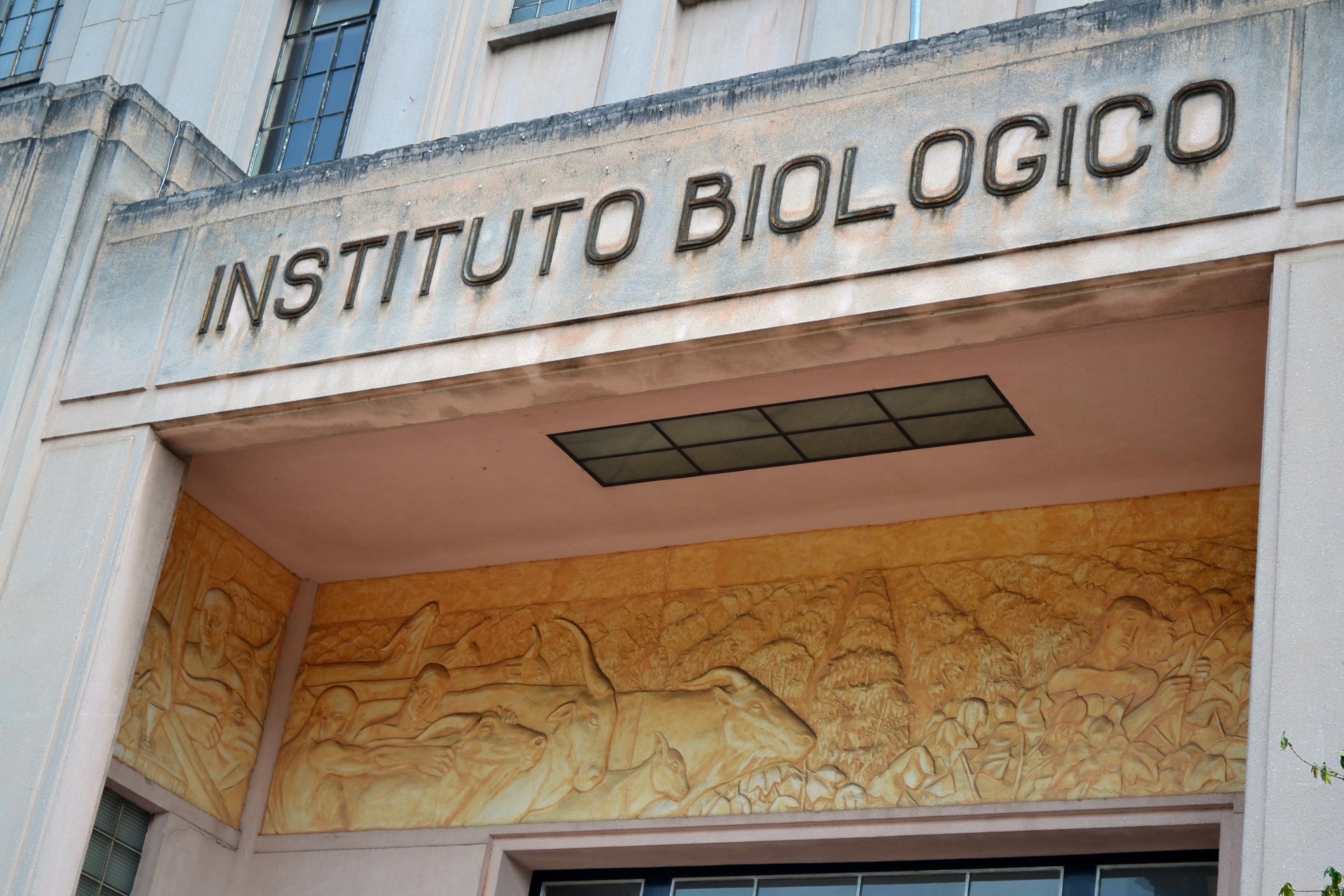
Fachada principal do Instituto Biológico

Ali, onde atualmente avistamos o Planetário do Parque, diversas espécies de animais (e suas respectivas doenças) eram estudadas pelos pesquisadores entre as décadas de 1930 e 1940. Já a região onde hoje funciona a Bienal era o campo de treinamento do Biológico Futebol Clube, parte importante da história do Instituto, onde também treinavam diversos outros times da cidade A planta original do complexo mostra, ainda, o projeto de construção de dois lagos no terreno pertencente ao Instituto – mas, até onde se sabe, eles nunca chegaram a ser construídos.
Até porque, em meados do século XX, o Instituto começou a ver sua área sendo reduzida – já que, neste período, toda a região para além da Av. 23 de Maio foi cedida pelo governo para a construção do Parque Ibirapuera, em comemoração ao quarto centenário da cidade de São Paulo. Foi assim que o Instituto Biológico tomou a configuração que conhecemos hoje.

### O edifício principal
Inaugurada em janeiro de 1945, a sede do Instituto Biológico (localizada na Av. Conselheiro Rodrigues Alves, 1252) levou quase duas décadas para ficar pronta – sendo que as obras começaram em 1928. Projetado pelo arquiteto Mário Whatey, o prédio destaca-se pelas características arquitetônicas europeias do art-decó (como o uso de formas geométricas influenciadas por movimentos vanguardistas como o futurismo, o cubismo e o construtivismo) sendo um dos principais exemplos da modernidade da arquitetura paulistana. O mesmo estilo pode ser encontrado em outras importantes construções da cidade, como no Viaduto do Chá e na Biblioteca Mario de Andrade

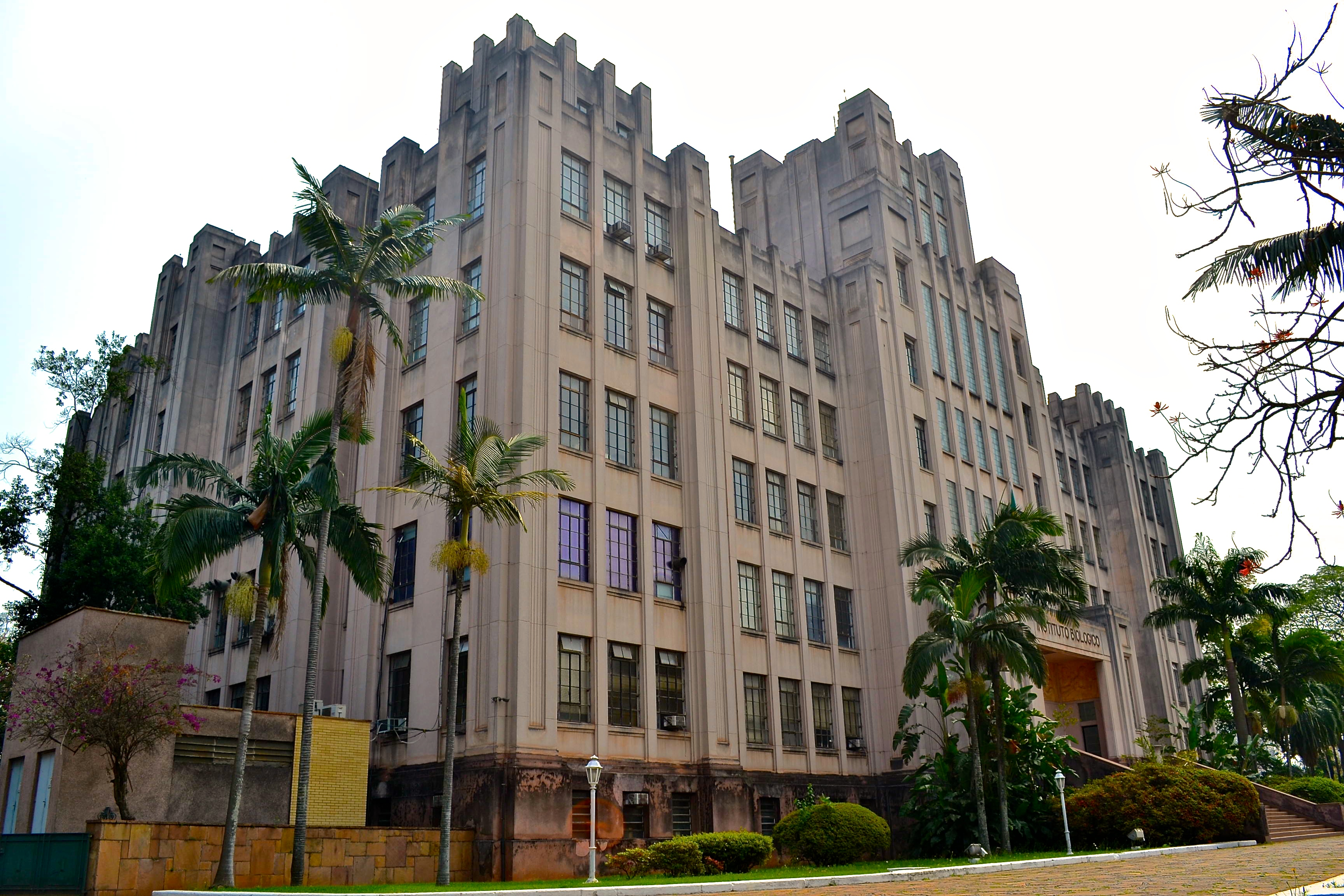
Influências do Art Decó no Instituto Biológico

Mas a conexão com a cultura estrangeira vai muito além da influência no estilo arquitetônico, já que grande parte dos materiais utilizados na construção do prédio são importados de diversas partes do planeta. O mármore Lioz, que reveste os pisos e paredes de todas as salas, por exemplo, veio diretamente de Portugal. Já as porcelanas dos sanitários (que, posteriormente, foram substituídas) foram importadas dos Estados Unidos.
Materiais nacionais (e igualmente requintados) também marcam presença na construção – a exemplo do ferro fundido utilizado nas janelas, confeccionados pela Escola de Artes e Ofícios do Estado, e do piso dos corredores de algumas salas, feitos de madeira de Ipê. No primeiro andar, o piso ladrilhado foi confeccionado na Companhia Cerâmica Brasileira.
Para finalizar a mistura de influências nacionais e internacionais em sua construção, o Instituto teve seus jardins desenhados pelo arquiteto e paisagista belga Arséne Puttemans.

### Outros espaços de pesquisa

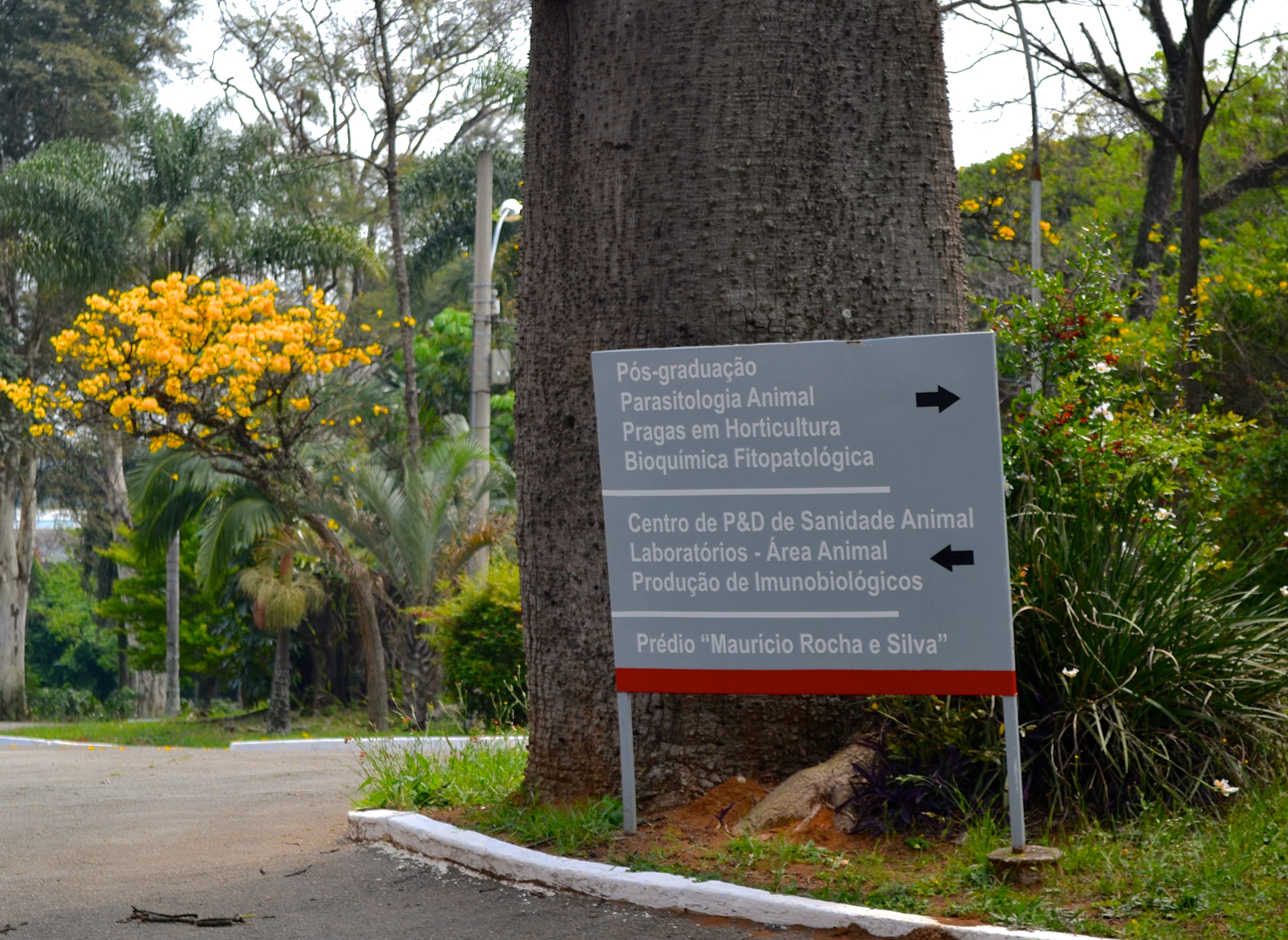
Placa indicando espaços de pesquisa na sede do Instituto, na Vila Mariana

A fim de ampliar os ambientes de estudos e pesquisa, o Instituto adquiriu, em 1937, uma área de aproximadamente 60 alqueires na Fazenda Experimental Mato Dentro – em Campinas, no interior do estado. Desde 2002 o local é vinculado a CEIB (Centro Experimental Central do Instituto Biológico) e dedica-se a estudos da sanidade vegetal.
Pouco tempo depois a Fazenda dos Cristais, em Jundiaí, também foi adquirida. Lá eram realizados experimentos com relação ao combate de carrapatos em bovinos. Atualmente o local é dedicado ao estudo de vacinas, cujos testes são realizados em porcos.
Em 1982, mais uma fazenda experimental foi incorporada ao Instituto, desta vez em Presidente Prudente. Além dela, outros 10 Laboratórios Regionais foram criados em Sorocaba, Registro, Pindamonhangaba, Ribeirão Preto, Marília, São José do Rio Preto, Araçatuba, Bauru, Descalvado e Bastos.

## Significado histórico e cultural

### Pesquisas e contribuições relevantes
- Primeiro centro de formação de cientistas no estado de São Paulo, o Instituto Biológico participou ativamente de diversas descobertas relevantes no âmbito da agropecuária ao longo de sua história, tendo feito parcerias com órgãos nacionais e internacionais.[8] Para além do combate à praga que assolou os cafezais no início do século XX (responsável direta pelo surgimento do Instituto)[2], o órgão participou de pesquisas que resultaram no controle de diversos outros parasitas, como a lagarta rosca (praga dos algodoeiros), a verrugose da laranja-doce e a leprose dos citros  – além de ter sido pioneiro, também, na técnica de pulverização aérea, que era realizada pela célebre funcionária Ada Rogato, primeira mulher a obter licença de paraquedista.[8]
- Foi em suas dependências, também, que surgiram a Sociedade Brasileira para o Progresso da Ciência (SBPC) e a Sociedade Brasileira de Entomologia.[1][7][8]
- Ao longo dos quase 100 anos de vida, o Instituto também trabalhou na produção de insumos, antígenos e vacinas e participou de importantes campanhas sanitárias contra, por exemplo, a febre aftosa, a raiva e a tuberculose.[1]
- Além disso,atualmente, o local realiza 350 tipos diferentes de exames em animais e vegetais.[8]

### Tombamento

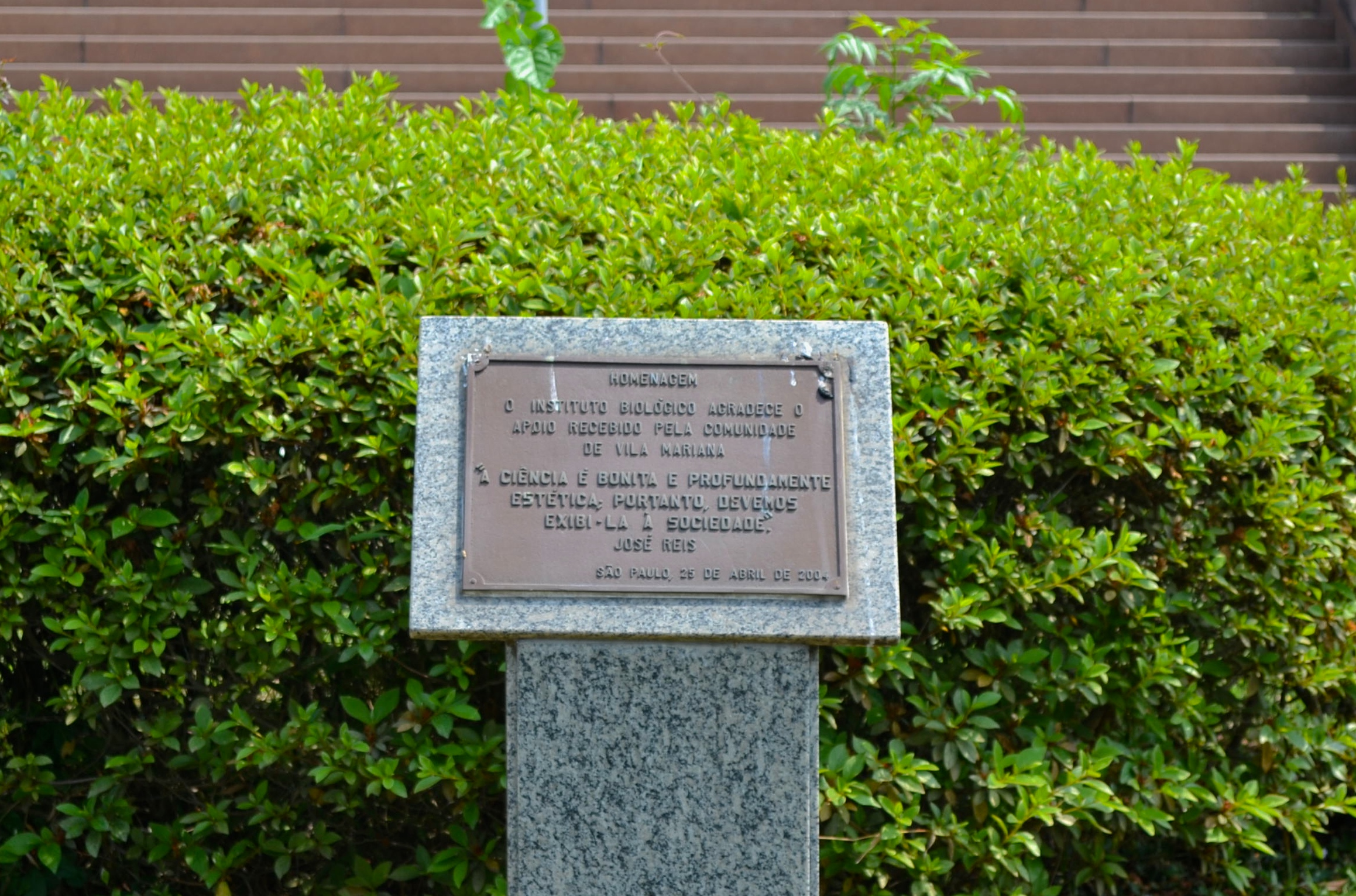
Monumento em homenagem à comunidade de moradores da Vila Mariana

Iniciado em 1995 pelo Conselho de Defesa do Patrimônio Histórico, Arqueológico, Artístico e Turístico  (o CONDEPHAAT), o processo de tombamento do local só se consolidou em março de 2002 – e se deve, em grande parte, aos esforços e à pressão feitos pela comunidade de Vila Mariana – bairro onde o edifício está situado.
Coincidência ou não, o tombamento definitivo só aconteceu após 3 mil moradores da região participarem de um ato que ficou conhecido como “o domingo do abraço” – caracterizado pelo “abraço” dos moradores ao edifício.
Para além do Edifício Sede, o CONDEPHAAT incluiu na Resolução SC-113, de 25/2/02,os seguintes edifícios:
•Edifício da antiga Garagem;
•Edifício do antigo Biotério;
•Edifício de Bioquímica Fitopatológica ;
•Edifício do Insetário e Estufas de vidro anexas;
•Conjunto de seis laboratórios da área animal;
•Jardim frontal, área do cafezal, traçado do arruamento interno e os limites do terreno remanescente.

## Estado atual

### Preservação
Fortemente engajada na preservação do prédio, a comunidade da Vila Mariana continua ativa até hoje, cobrando ações efetivas do Governo do Estado em relação à restauração do prédio – que, desde a sua construção, só foi reparado uma única vez, em 1975. 

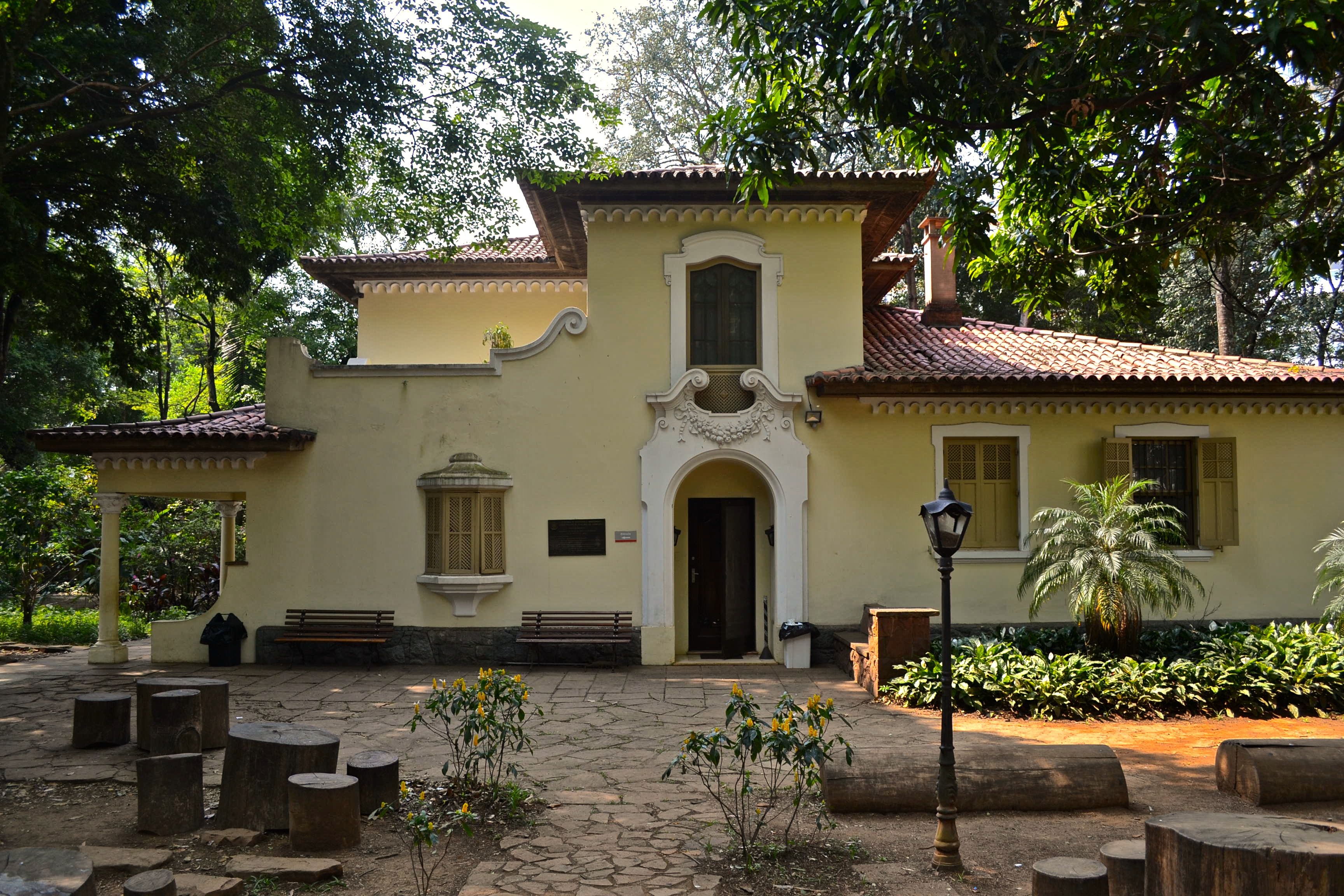
Fachada do Museu do Instituto Biológico

 Apesar de anunciada no final de 2014 pelo governador Geraldo Alckmin, a obra de restauração do edifício (que atualmente possui problemas de infiltração de água, vazamentos de esgoto, más condições da rede elétrica, entre outros) ainda não aconteceu.

### Inovações na atualidade

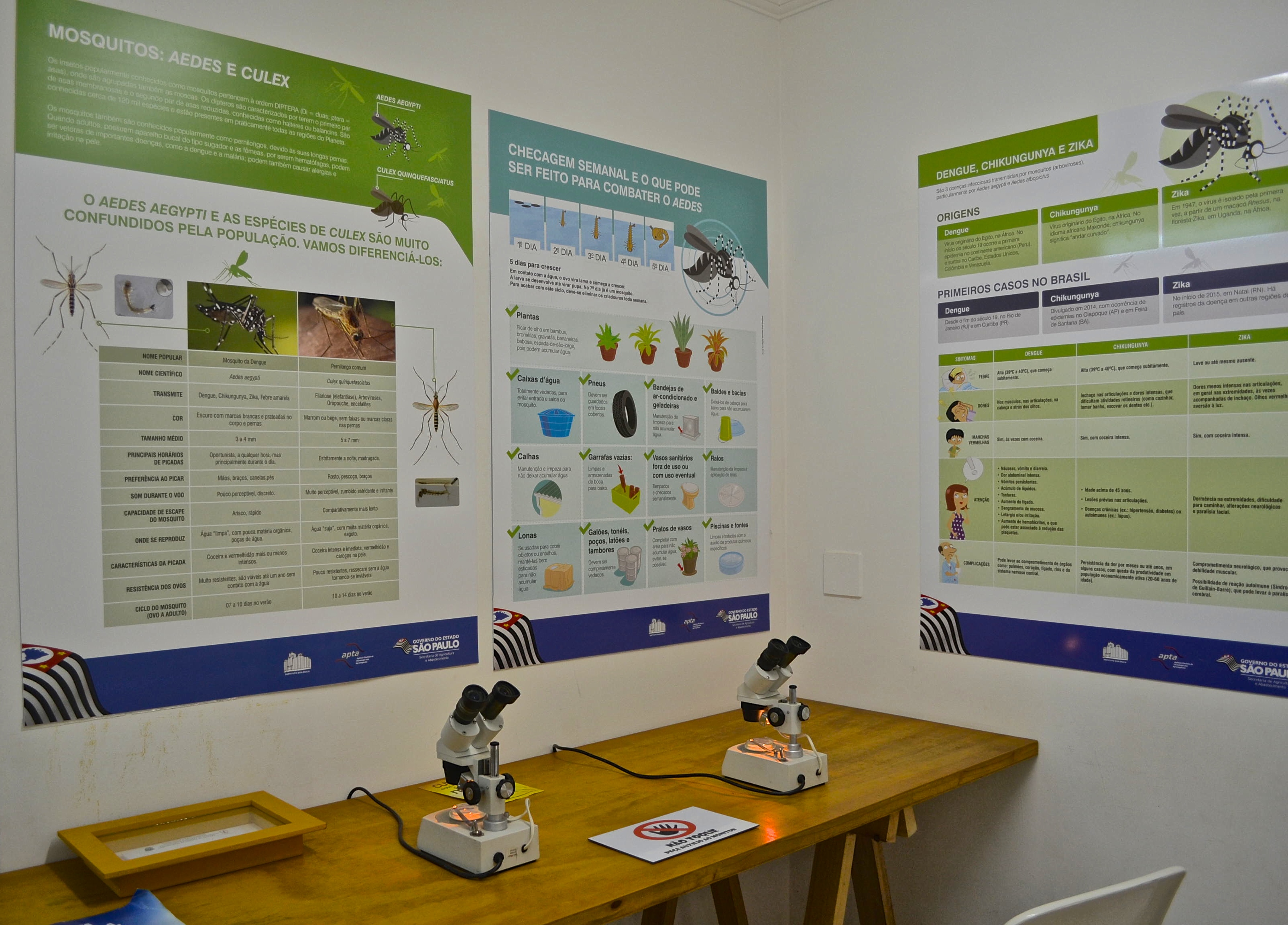
Interior do Museu do Instituto Biológico

- Inaugurado pelo Secretário de Agricultura e Abastecimento do Estado de São Paulo, Arnaldo Jardim, em maio de 2016,[12] o Laboratório de Biossegurança NB3 recebeu investimento de cerca de R$2,5 milhões e tem o objetivo de  diagnosticar doenças de interesse pecuário, além de atender a eventuais emergências sanitárias..[13][14] O diferencial deste espaço é que ele atende aos requisitos de Segurança Biológica estabelecidos pela OMS- sendo o laboratório com maior nível de segurança para a manipulação de substâncias e  micro-organismos que oferecem risco tanto à saúde animal quanto à saúde humana em todo o estado de São Paulo[1][13][14]
- O  Museu do Instituto Biológico  também conta com um grande diferencial, já que em suas dependências se encontra o único Jardim Zoológico de Insetos autorizado pelo IBAMA e pela Secretaria do Meio Ambiente do Estado de São Paulo.[15] Além disso, ele é  o único museu de toda  América Latina a possuir um jardim zoológico deste grupo de organismos.[16]
- Hoje o acervo do Instituto Biológico (que começou a ser construído em 1927) conta com 180 mil documentos textuais datados desde o início do século XX. Além disso, 60 mil fotografias e cerca de 70 mil slides em vidro compõe a coleção.[2]

## Galeria

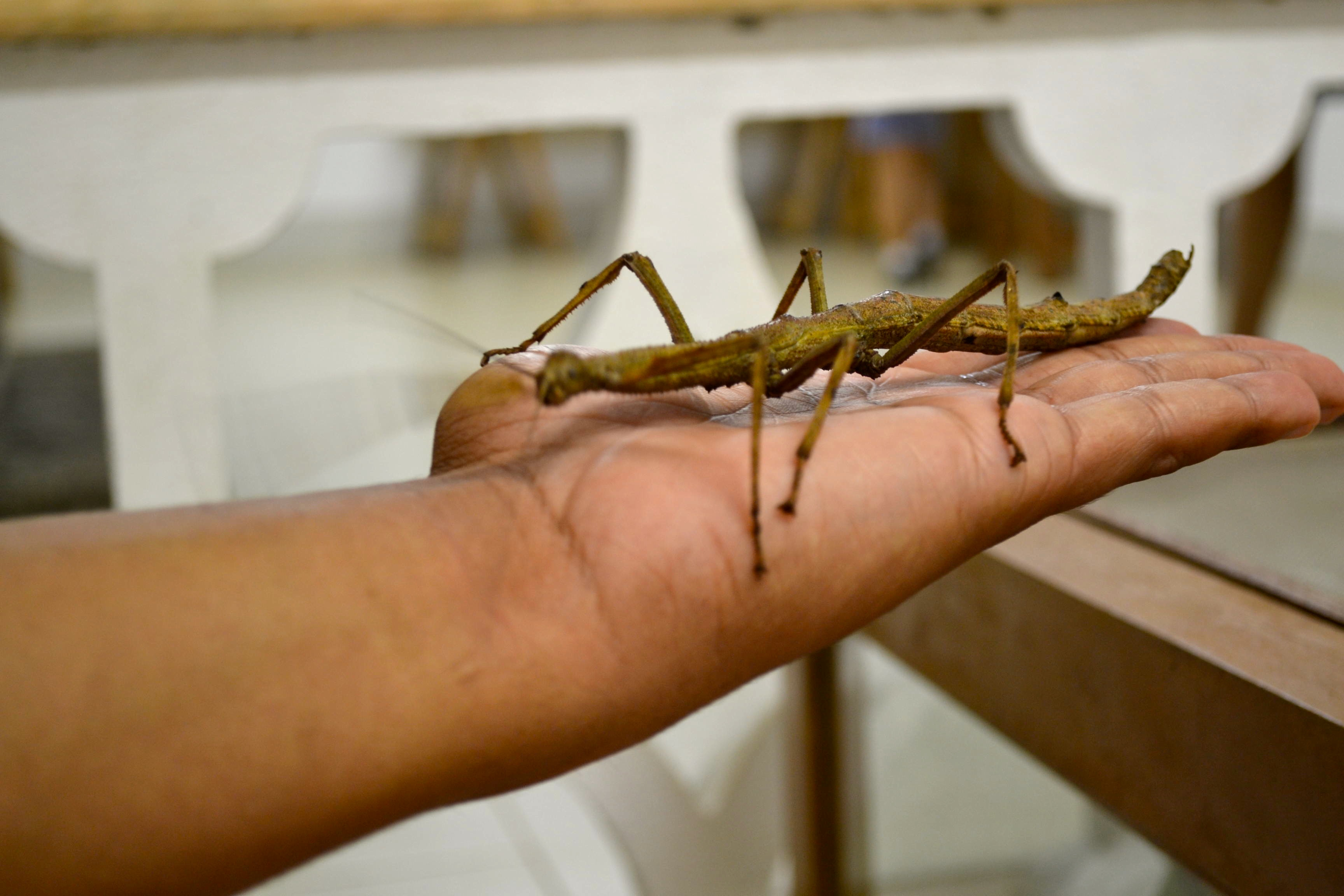
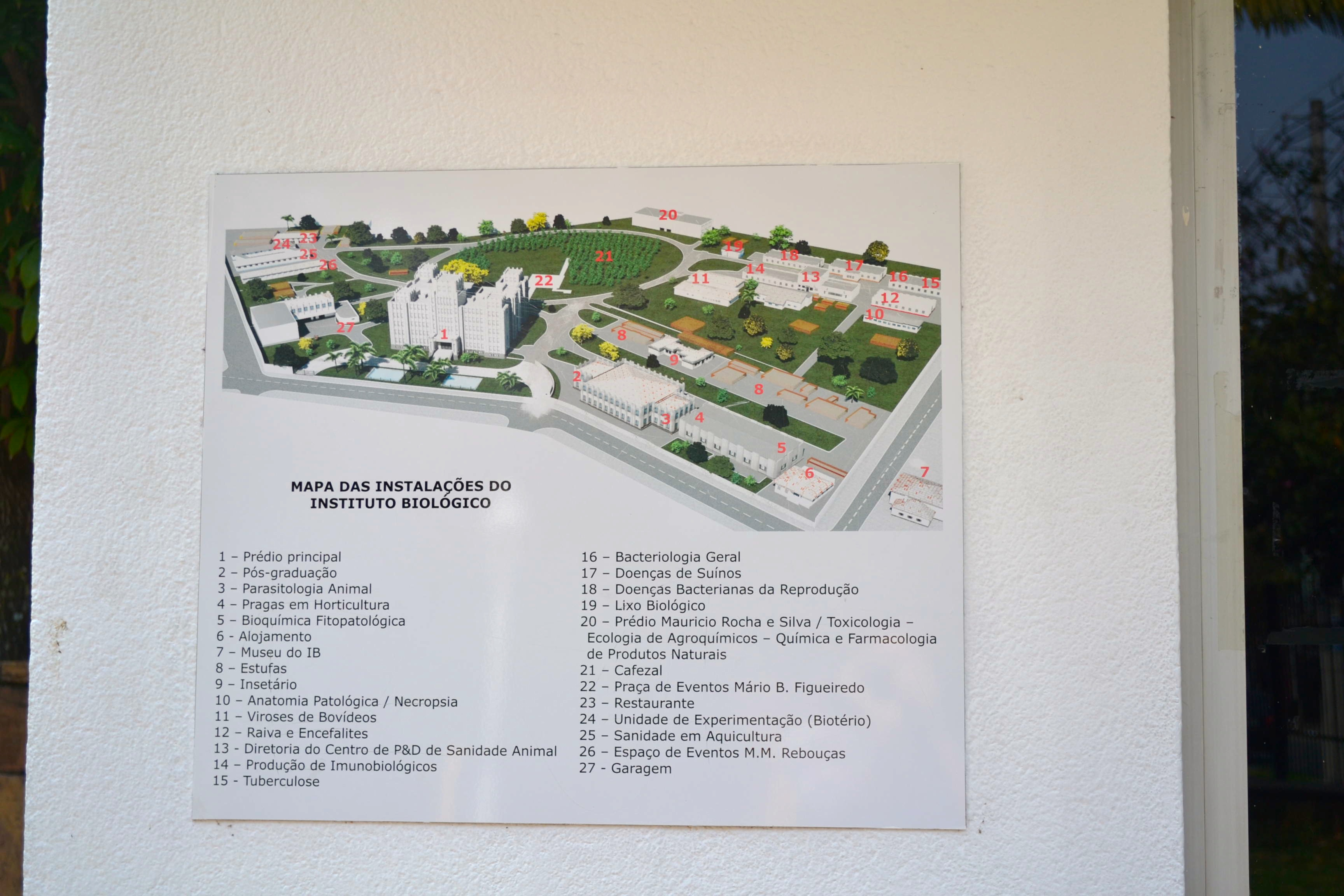
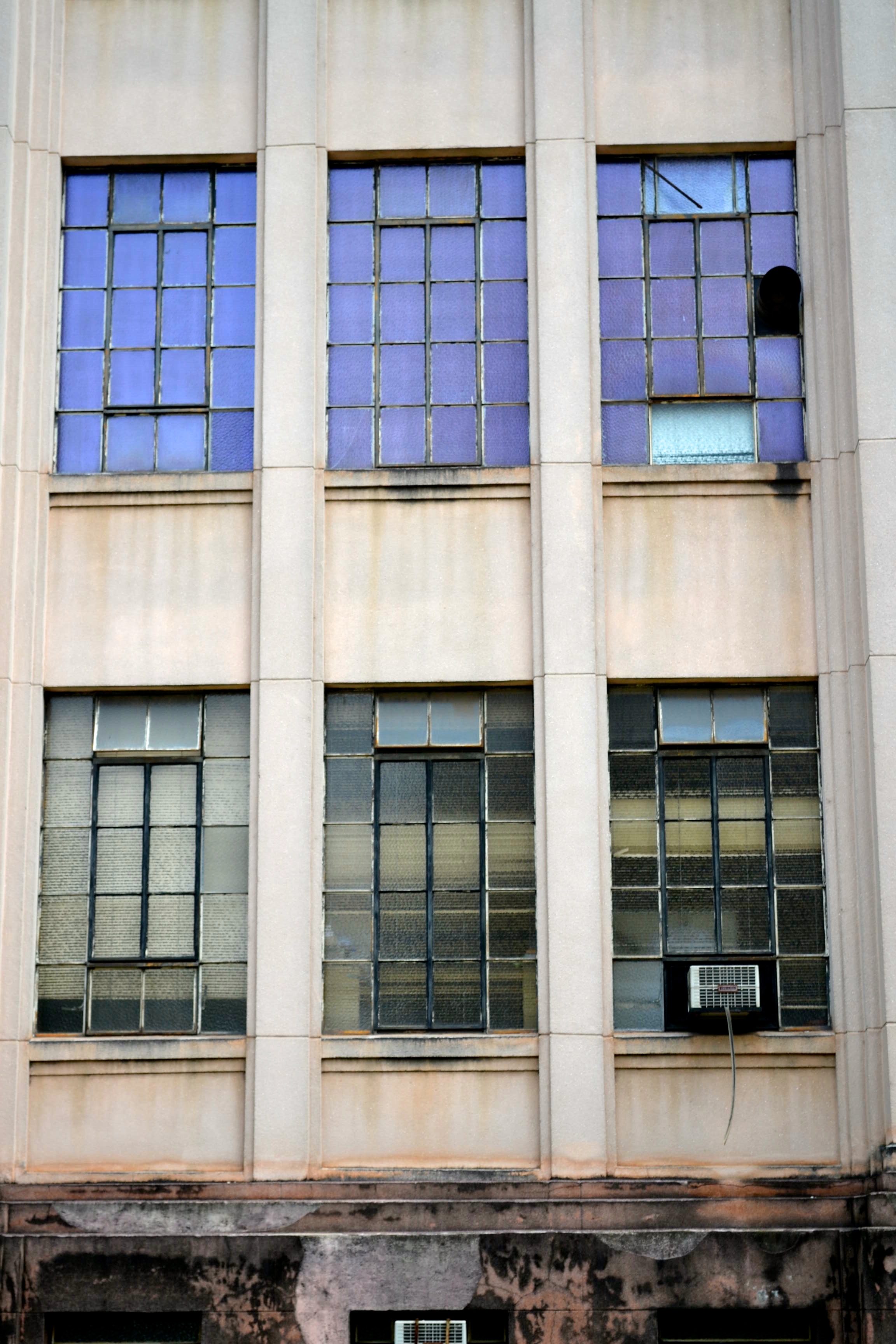
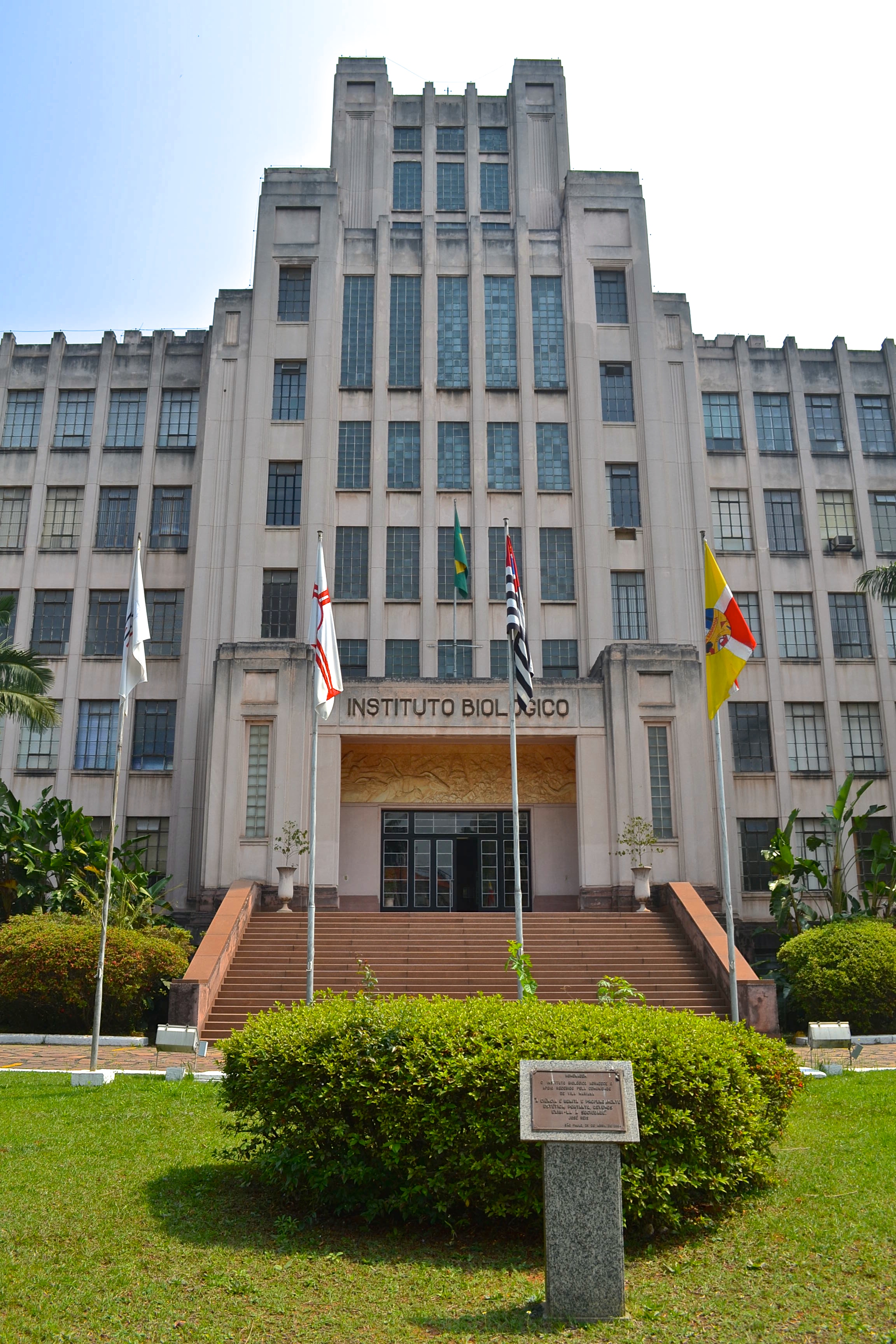
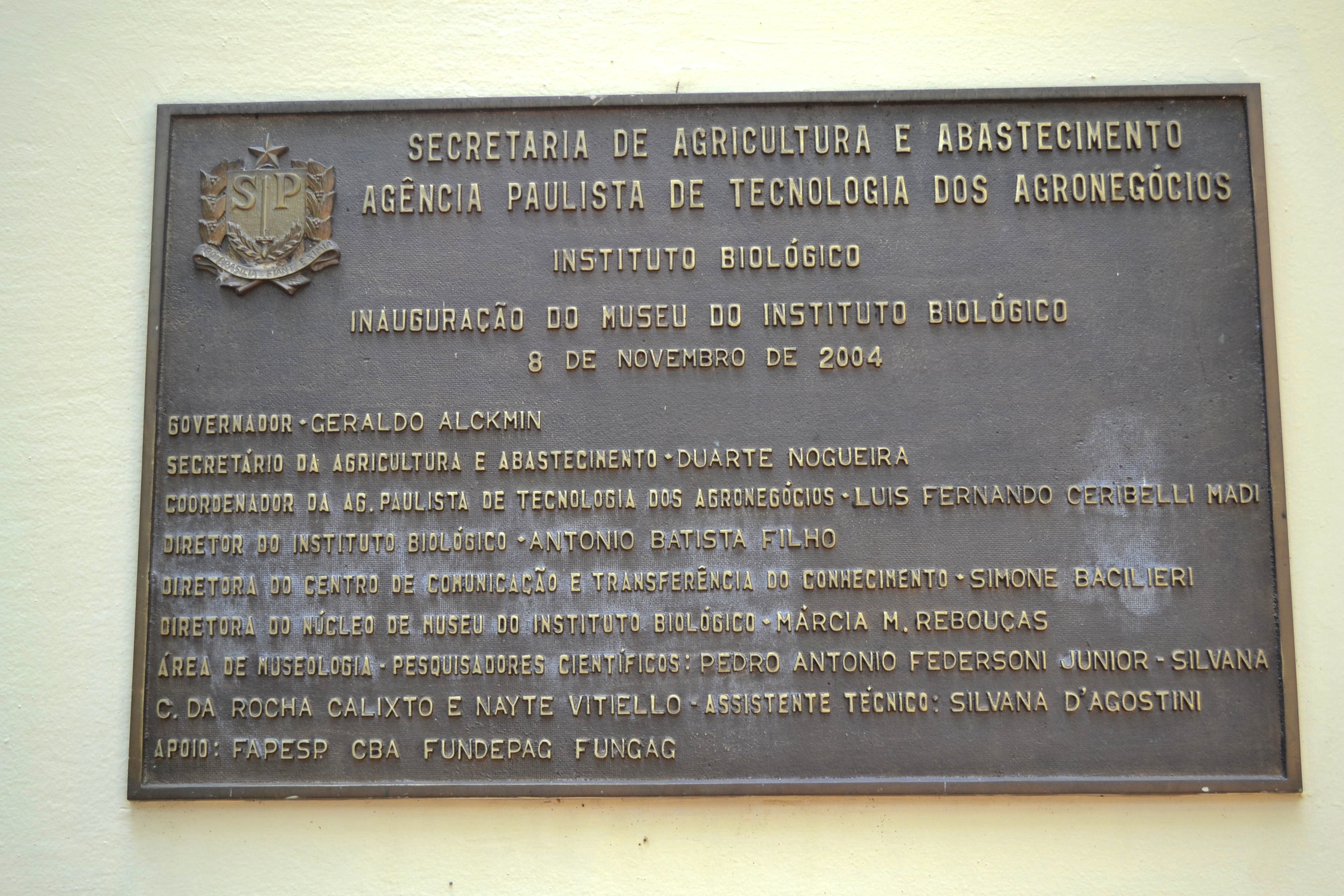
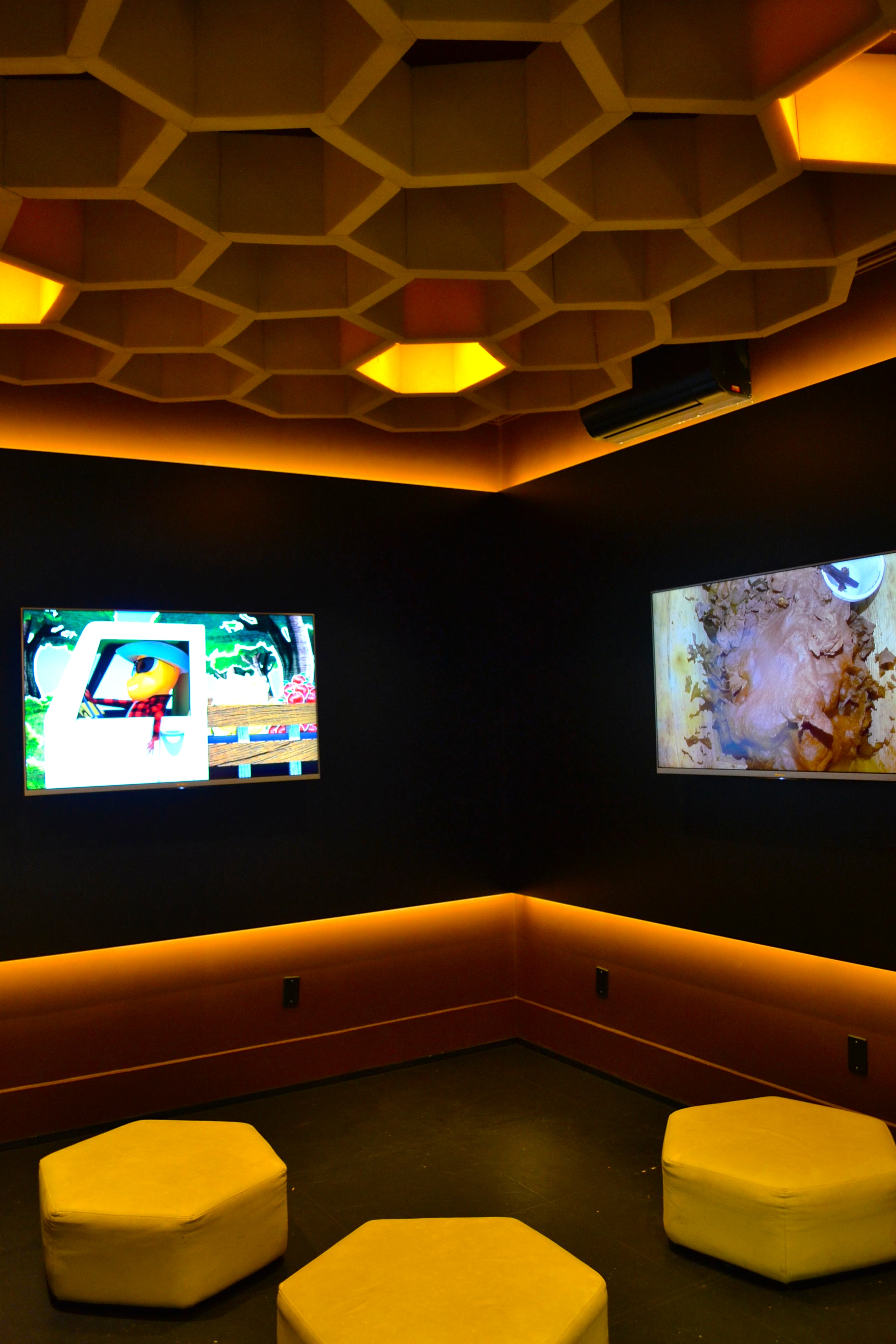
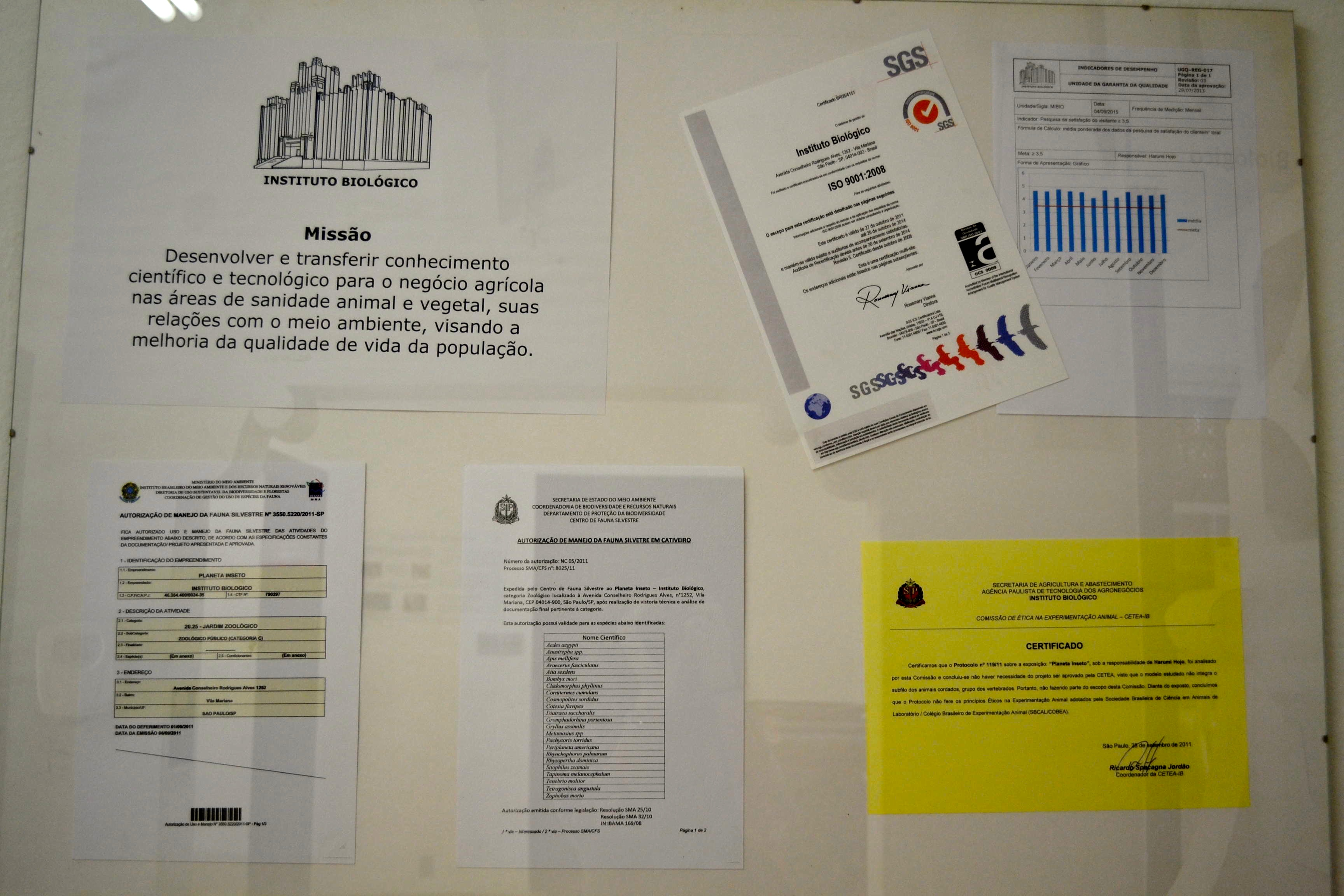
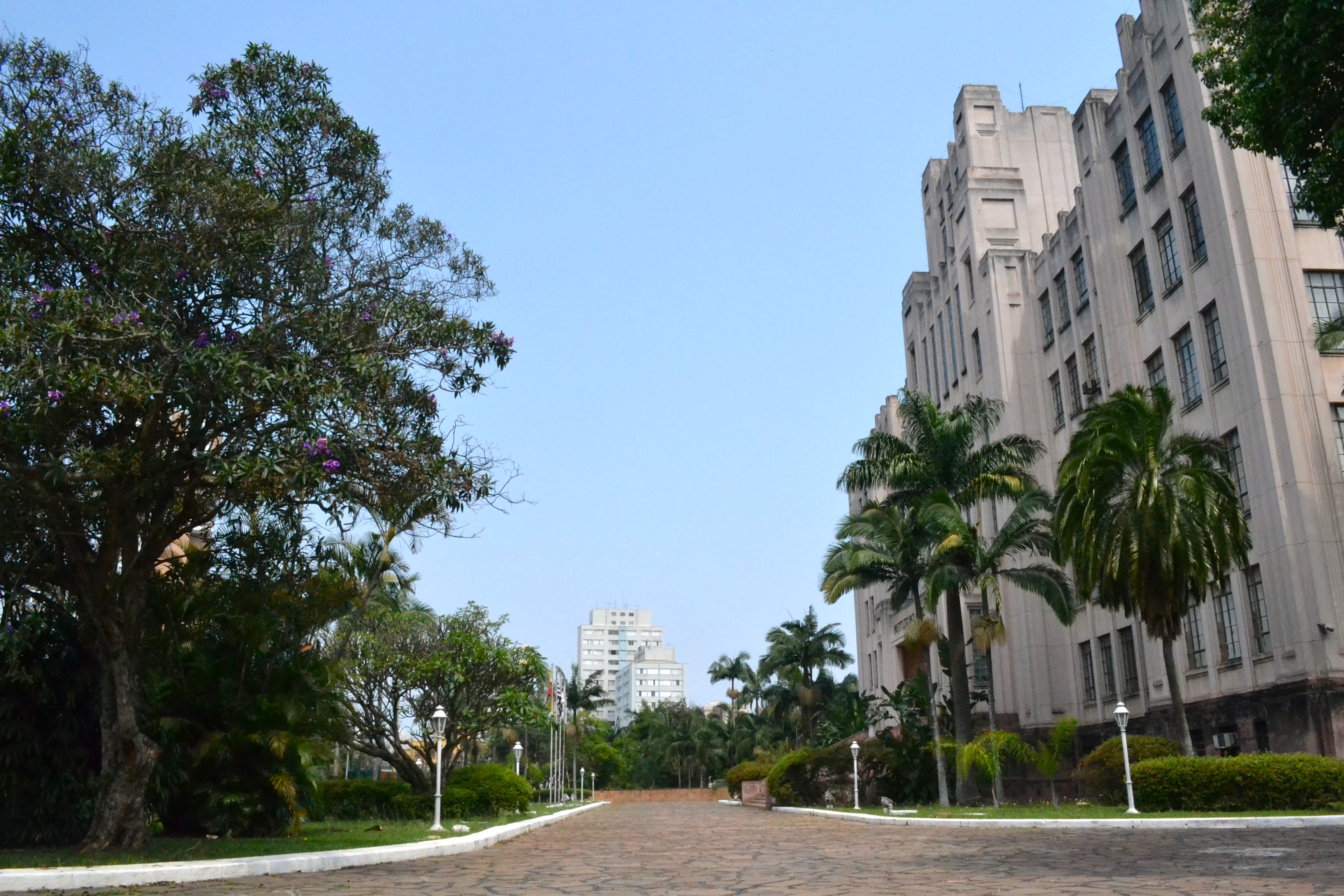
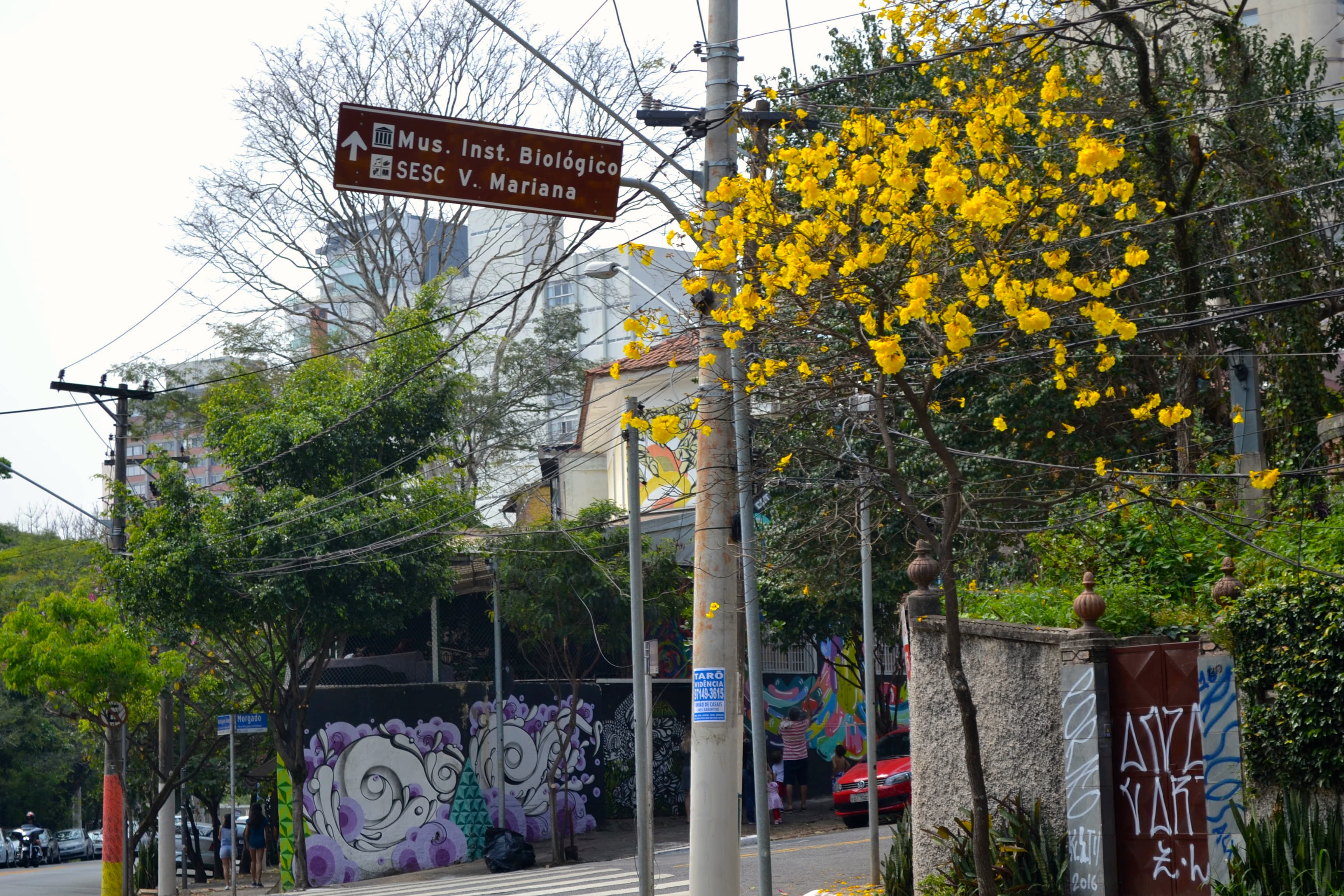